# 尾藤豊
尾藤 豊（びとう ゆたか、1926年3月30日 - 1998年8月26日）は、日本の洋画家。
戦争直後、前衛美術会に参加し、アバンギャルド運動に大きく関わる。50年代、社会の問題を告発する「ルポジュタージュ絵画」の先駆けのひとりとなった。60年代、シュルレアリスムのような絵画への移行が表れだ。80年代以降、各美術館で戦後美術が回顧される企画展には、時代の証言として尾藤の作品がたびたび出品された。

## 経歴
- 1926年、3月30日、東京赤羽に生まれ[3]
- 1942年、安田工業高等学校建築科卒業[4]
- 1943年、東京美術学校建築科入学[4]
- 1945年、学徒動員で江田島に向かい、航空図面などを作製する[4]
- 1946年、美術文化協会の脱退者を中心に前衛美術会結成[4]
- 1947年、東京美術学校建築科卒業[4]
- 1953年、青年美術家連合結成[4]
- 1955年、「グループフォール」結成[4]
- 1956～60年、「批評運動」発行[4]
- 1960年、革命的芸術家戦線結成[4]
- 1998年、8月26日、心不全で死去[1]
- 2021年1月9日から3月28日まで三重県立美術館にて「ショック・オブ・ダリ ― サルバドール・ダリと日本の前衛」展が開催されサルバドール・ダリに影響を受けた日本の作家として尾藤豊他、 靉光、浅原清隆、池田龍雄、石井新三郎、小牧源太郎、斎藤長三、島津純一、白木正一、高山良策、難波架空像（香久三）、浜田浜雄、早瀬龍江、杉全直、福沢一郎、藤田鶴夫、古沢岩美、森堯之、矢崎博信、山下菊二、山本昌尚、吉井忠、米倉壽仁、渡辺武の24人とダリの作品が展示され[5]、同年4月24日から6月27日まで諸橋近代美術館でも同展覧会が開催された [6]。